# イ・キュヒョン (1983年生の俳優)
イ・ギュヒョン（Lee Kyu-hyung：朝鮮語: 이규형、1983年11月29日 - ）はACE FACTORY所属の大韓民国・ソウル特別市出身の俳優。

## 出演

### 映画
- 彼とわたしの漂流日記（2009年）
- 観相師 -かんそうし-（2013年）
- 猫少女（2013年）
- 魔女（2013年）
- 泣く男（2014年）
- 22年目の記憶（2014年）
- 愛にも著作権があるんですか？（2015年）
- 恋するインターン ～現場からは以上です！～（2015年）
- キム・ソンダル 大河を売った詐欺師たち（2016年）
- 8番目の男（2019年）
- 無垢なる証人（2019年）
- THE CALL ザ・コール（2020年）
- ディーバ（2020年）[1][2]
- 取引完了（2021年）[3]
- ハッピーニューイヤー（2021年）[4]
- ステラ SEOUL MISSION（2022年）
- ソウル・バイブス（2022年）[5]

### ドラマ
- 優しくない女たち（2015年、KBS2）- チョン・マリの先輩役
- トッケビ～君がくれた愛しい日々～（2016年、tvN）- イ・ジョンファの夫役
- 花郎（2017年、tvN）- ドゴ役
- 秘密の森（2017年、tvN）- ユン・セウォン役[6]
- 刑務所のルールブック（2017年、tvN）- ユ・ハニャン役[7]
- ライフ（2018年、JTBC）- イェ・ソヌ役[8]
- 医師ヨハン（2019年、SBS）- ソン・ソッキ役[9]
- ハイバイ、ママ（2020年、tvN）- チョ・ガンファ役[10]
- 九尾狐伝（2020年、tvN）- サド役（カメオ出演）
- 秘密の森2（2020年、tvN）- ユン・セウォン役[11]
- 賢い医師生活2（2021年、tvN）- ユ・ハニャン役（カメオ出演）[12]
- ボイス4（2021年、tvN）- トンバン・ミン役[13]
- ラケット少年団（2021年、SBS）- カメオ出演[14]
- 今、私たちの学校は…（2022年、Netflix）- ソン・ジェイク役
- 弁論をはじめます。（2022年、Disney+）- チャ・シベク役
- カジノ（2022年、Disney+）- 若いチャ・ムシク役

### ミュージカル
- ヘドウィグ（2021年）[15]

### バラエティ
- 私は一人で暮らす（2020年、MBC）[16]

## 雑誌
- VOGUE（2020年7月号）[17]

## 賞とノミネート
| 年   | 賞                   | カテゴリー       | 作品       | 結果       | 参考 |
| ---- | -------------------- | ---------------- | ---------- | ---------- | ---- |
| 2018 | 百想芸術大賞         | TV部門新人俳優賞 | 秘密の森   | ノミネート |      |
| 2019 | コリアドラマアワード | 優秀俳優賞       | 医師ヨハン | 受賞       |      |
| 2019 | 韓国ミュージカル大賞 | 助演男優賞       | 紳士ガイド | ノミネート |      |
| 2019 | SBS演技大賞          | 優秀俳優賞       | 医師ヨハン | ノミネート |      |